# Mark Duffy
Mark James Duffy (Liverpool, 7 ottobre 1985) è un ex calciatore inglese, di ruolo centrocampista.

## Carriera
Ha giocato nella prima divisione olandese (5 partite con la maglia dell'ADO Den Haag) e con vari club della seconda divisione inglese.

## Palmarès

### Club

#### Competizioni nazionali
- Football League One: 1

Sheffield United: 2016-2017
- Northern Premier League Division One West: 1

Macclesfield FC: 2022-2023